# 被官 (佐賀藩)
江戸時代の佐賀藩における被官（ひかん）とは、陪臣たる武士を主人とし、私的に主従関係を結びつつ、苗字帯刀を許された武家奉公人を指す。佐賀藩において被官は武士と庶民（農工商）との中間的な身分とされた。佐賀藩は近世においても中世的な地方知行が強く残っており、家臣の数が多く、兵農（商工）未分離であった。本藩・支藩を問わず小禄の侍をはじめ、手明鑓、徒士（歩行）、足軽などの下級武士は平時は農工商に従事していることが多かったが、被官についても同様であった。また、被官には本藩主や大配分の領主との間に結んだ直参の被官と、一般の武士との間に結んだ又被官があった。この又被官の身分は足軽より低かったが、一般の農工商よりは上位とされた。本藩や大配分の直参の被官は一般に徒士格であったが、侍格被官や足軽格被官なども存在し、身分構成が複雑であった。明治維新以降では本藩や支藩の藩主は華族に、家老から徒士までの藩士は士族に、足軽は卒族（世襲の者は後に士族）となったのに対し、被官身分の者は平民に属することになった。